# Easy Jet (cheval)
 (septembre 2019).
Pour les articles homonymes, voir Easy jet.
Easy Jet (né en 1967, mort en 1992) est un cheval de race Quarter Horse, né en 1967. C'est l’un des deux seuls chevaux à avoir été membre du temple de la renommée de l’American Quarter Horse Association (AQHA).

## Histoire
Il est élevé par Walter Merrick de Sayre, dans l'Oklahoma, qui est alors installé depuis longtemps en tant qu'éleveur de Quarter Horse de course.